# ホセ・クビレス
ホセ・アントニオ・クビレス・ラモス（José Antonio Cubiles Ramos, 1894年5月15日 - 1971年4月5日）は、スペインのピアニスト、指揮者、教育者。

## 生涯
クビレスはカディスに生まれた。彼は5歳になる頃には著明なピアノの才能を現しており、最初の音楽理論と初歩的なピアノの手ほどきをサンタ・セシーリア音楽院の音楽院長だったラファエレ・トマセッティ（Rafaele Tomasetti）から受けた。11歳になると女王イサベル2世の娘にあたるイサベル・フランシスカ・デ・ボルボンの庇護を得てマドリード音楽院に入学し、ピラール・フェルナンデス・デ・ラ・モーラの薫陶を受けた。15歳になるとCírculo de Bellas Artesによって特別賞（Premio Extraordinario）を授けられ、1911年には音楽院の1等賞を獲得している。続いてパリ音楽院へと籍を移した彼はルイ・ディエメの下でさらに研鑽を積み、1914年に卒業する際には1等賞のゴールド・メダルとプレイエルのグランドピアノを手にした。

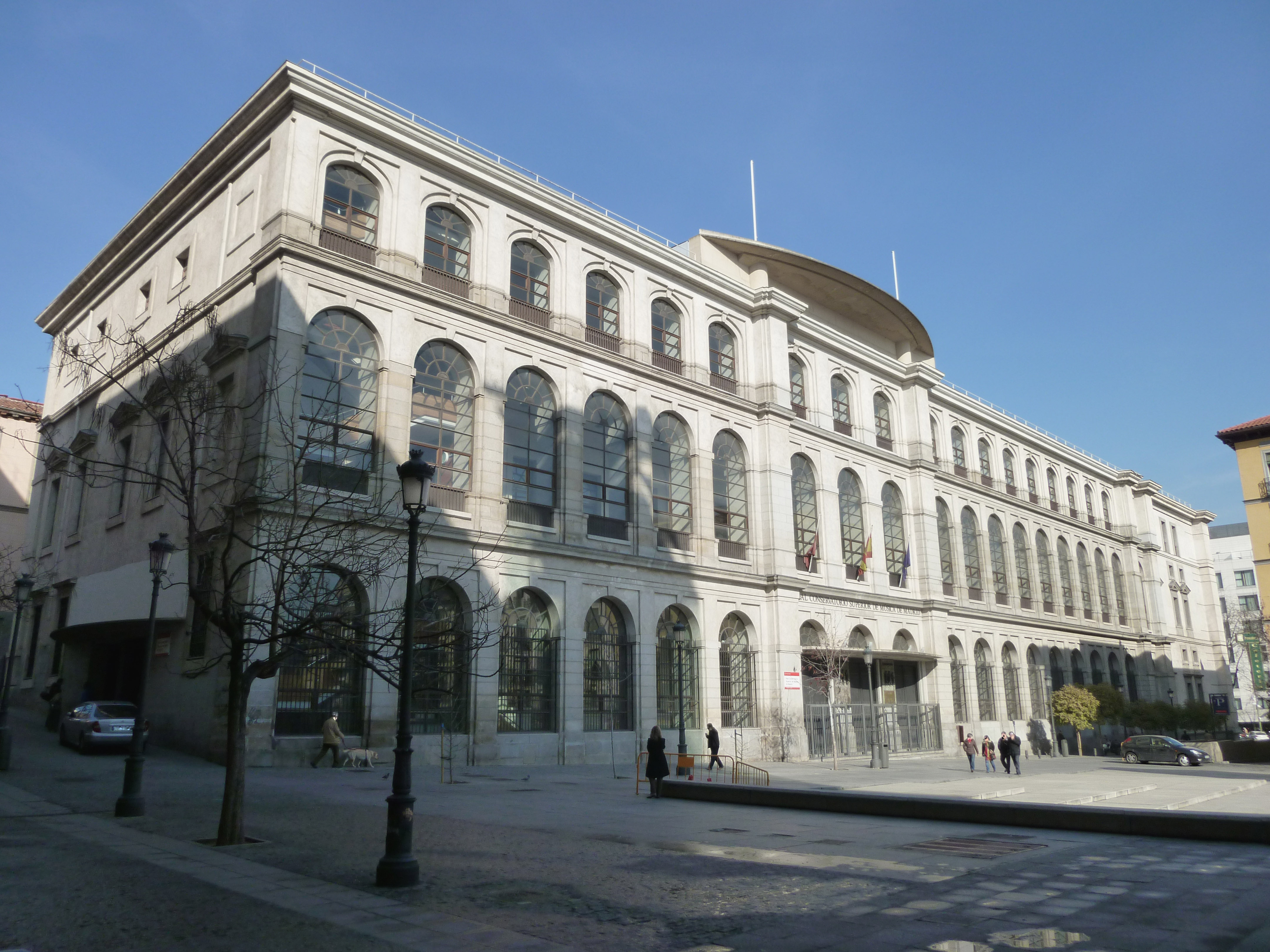
マドリード音楽院

1916年、クビレスはマドリードの母校の教授に任用された。同年にはチェリストのフアン・ルイズ・カサウス、ヴァイオリニストのフェルナンデス・オルティスと共にピアノ・トリオを結成した。戦時中はマヌエル・キロガの伴奏者として、アメリカ合衆国やカナダにおいて演奏旅行を行った。さらに彼はジャック・ティボー、パウル・コハンスキ、ガスパール・カサドなどとも室内楽演奏を行った。クビレスはショパン、フランク、ドビュッシー、ラヴェルはもちろん、スペインの巨匠アルベニス、グラナドス、トゥリーナ、ファリャの楽曲の演奏によって知られていた。
国外では、クビレスはもっぱらファリャのピアノとオーケストラのための作品『スペインの庭の夜』の初演時の独奏者として知られる。演奏は1916年4月9日、マドリードのテアトロ・レアルにおいて、エンリケ・フェルナンデス・アルボスの指揮、マドリード交響楽団の演奏で行われた。曲はリカルド・ビニェスへと献呈されたが、ファリャはクビレスのヴィルトゥオーゾとして、また音楽家としての並外れた技量を見込んで初演者に抜擢したのである。クビレスは後年、エルネスト・アンセルメ指揮のウィーン・フィルハーモニー管弦楽団と共に同曲の録音を行っている。
1916年、イーゴリ・ストラヴィンスキーがはじめてスペインを訪問し、バレエ音楽『火の鳥』並びに『ペトルーシュカ』を披露することになった。ストラヴィンスキーは自ら奏者らに指示を与え、6月6日の『ペトルーシュカ』の演奏にも立ち会った。アンセルメの指揮の下、クビレスはこの曲の難渋なピアノパートを弾きこなした。ストラヴィンスキーはクビレスがこの世を去った翌日の1971年4月6日に彼の後を追っている。
1920年以降、クビレスはヨーロッパ中でソロ・リサイタルを開き、アンセルメ、カール・シューリヒト、ポール・パレーらの指揮で協奏曲を演奏して大きな成功を収めた。また、彼は折に触れてベルリン・フィルハーモニー管弦楽団の指揮台にも上がっている。さらにスペインの主要な管弦楽団でも指揮を行うと同時に、マドリード・フィルハーモニー管弦楽団とはベートーヴェンのピアノ協奏曲全5曲を演奏した。

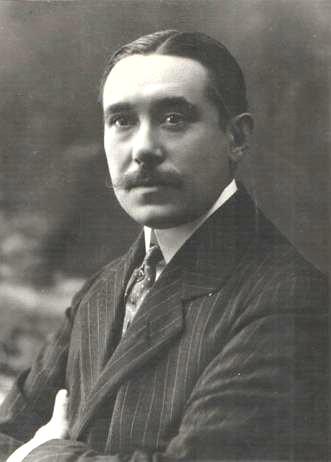
ホアキン・トゥリーナ

1927年11月16日、クビレスはエルネスト・アルフテルのバレエ『ソナチナ』の原曲であるピアノ独奏版をマドリードで初演した。この曲はその後管弦楽編曲を施され、1928年に演奏会版とバレエ版のそれぞれが世に出された。
クビレスはトゥリーナの主要作品の大半の初演を行っている。1932年1月15日と1935年3月8日のマドリードにおいては、クビレスが被献呈者となった『Cinco danzas gitanas』の2つの曲集（Op.55と84）を初演した。また、1942年2月2日には王立サン・フェルナンド美術アカデミーでのリサイタルにおいて、『農場にて：アンダルシアの印象 En el cortijo: Impresiones andaluzas』を初演した。『Rincón mágico』 Op.97（1941年-1946年）はトゥリーナが友人たちと自分自身の肖像として書いた作品であるが、クビレスもこの中に含まれている。ここでクビレスは「カディス出身のピアニスト、ペペ（Pepe, el pianista gaditano）」として描かれている。
1926年にマドリード音楽院の上級クラスの教授に就任していたクビレスであったが、1943年には特別ヴィルトゥオーゾクラスの教授となった。さらに1962年から1964年にかけては音楽院長を務めている。彼の門下からはホアキン・アチューカロ、ギレルモ・ゴンザレス、ユクセル・コプタゲル、ラファエル・オロスコらが輩出している。
クビレスはアルボスが死去して空席となっていた、王立サン・フェルナンド美術アカデミーの会員に選出された。また、彼はセビリアのAcademy of Santa Isabel de Hungria、カディスのHispano-American Academyにも所属していた。
『スペインの夜の庭』の他にも、クビレスは多くの独奏曲の録音を遺している。アルベニスの組曲『イベリア』や他の作品、トゥリーナの『Cinco danzas gitanas』 Op.55などである。
クビレスはスペインのCivil Order of Alfonso X, the Wise並びにフランスのレジオンドヌール勲章を受章している。彼はマドリードで76年の生涯を閉じた。